# 成田大進
成田大進（日语：ナリタタイシン），是日本純種競賽馬匹。生涯活躍於中距離賽事，曾勝出1993年皋月賞，與勝利獎券及琵琶晨光一同被稱爲「93世代三強」或「BNW三強」。

## 出賽前
1990年6月10日出生於北海道新冠町川上悅夫牧場，成長途中被馬主山路秀則購入。
其後交由栗東訓練中心練馬師大久保正陽訓練。

## 競賽生涯

### 3歲（現2歲）
1992年7月11日出戰札幌競馬場3歲新馬戰，於橫山典弘策騎下獲得第六。
賽後因被發現球節出現疲勞而進入放草，10月於福島競馬場的3歲未勝利戰復出並成功奪得首勝。
10月25日出戰條件戰丹桂特別獲得第六後，於公開賽福島三歲錦標及條件戰千兩賞均獲得第二。
12月26日出戰短波電台盃三歲錦標，比賽途中於最後的位置追走，通過第三彎道後開始爬升並以第八的位置通過第四彎道。進入直路後，其隨即以凌厲的姿態發力加速，最終跑出全場最快末腳之下以1/2馬位取得首個分級賽冠軍。

### 4歲（現3歲）
1993年首戰爲新山紀念，改由武豐策騎下獲得第二，隨後出戰彌生賞再度獲得第二。
4月18日出戰皋月賞，成爲計彌生賞冠軍勝利獎券及若葉錦標冠軍琵琶晨光後的第三人氣。比賽開始後，面對不利後上馬的較慢步速，其仍然選擇保持於最後方位置，但通過第四彎道時經已佔據爬升至中團位置，進入直路後其一口氣加速超越前方所有對手，最終以頸位壓過第二的琵琶晨光取得首個分級賽冠軍。
其後出戰東京優駿，雖然比賽途中一直於內檔位置奮力猛追，但仍然未能超越前方的勝利獎券及琵琶晨光，最終以第三完賽。
完成打吡後，陣營安排其出戰高松宮盃與一衆年長馬匹決戰。雖然於直路上跑出後600米34.7秒的驚人末腳，但未能阻止Longchamp Boy一放到底以1 1/2馬位差距得第二。
秋季首戰原定爲京都新聞盃，但於訓練途中出現運動性肺出血而避戰。最終陣營決定直走菊花賞，但於其中始終無法進一步加速而以第十七大敗。

### 5歲（現4歲）
1994年首戰爲目黑紀念，雖然背負59.5公斤的較重負磅，但仍然可以於直路發揮一貫優勢的末腳，由大外檔一鼓作氣衝刺取得冠軍。
4月24日出戰春季天皇賞，比賽初段再度選擇後上戰術，通過第三彎道後開始奮力加速挑戰前方的琵琶晨光，可惜無法拉近距離之下以1 1/4馬位落敗得第二。
完成春季天皇賞原本以寶塚紀念爲目標，但因右後腳出現骨折而需要休養。其後打算於京都大賞典復出，但因腹瀉擱置計劃，於秋季天皇賞前又因患上肌腱炎而再度休養。

### 6歲（現5歲）
1995年6月4日出戰寶塚紀念，爲其相隔1年1個月的比賽，但最終未能發揮以往實力而以第十六大敗。
其後備戰高松宮盃時被發現肌腱炎復發，最終陣營商討後決定安排其退役。

### 詳細賽績
| 日期       | 舉辦國家 | 馬場 | 距離   | 級別 | 賽事名稱           | 負重 | 騎師     | 馬號 | 出馬 | 名次 | 時間   | 頭馬（二馬）        |
| ---------- | -------- | ---- | ------ | ---- | ------------------ | ---- | -------- | ---- | ---- | ---- | ------ | ------------------- |
| 11/7/1992  | 日本     | 札幌 | 草1000 |      | 3歲新馬            | 53   | 横山典弘 | 5    | 9    | 6    | 1:00.3 | Meiner Rockabilly   |
| 10/10/1992 | 日本     | 福島 | 草1700 |      | 3歲未勝利          | 53   | 清水英次 | 3    | 5    | 1    | 1:44.7 | （A.P.Iron）        |
| 25/10/1992 | 日本     | 福島 | 草1700 |      | 丹桂特別           | 53   | 内山正博 | 9    | 9    | 6    | 1:46.3 | Mayano Galaxy       |
| 21/11/1992 | 日本     | 福島 | 草1200 | OP   | 福島三歲錦標       | 53   | 清水英次 | 2    | 10   | 2    | 1:10.7 | Saint Glory         |
| 19/12/1992 | 日本     | 阪神 | 草1600 |      | 千兩賞             | 54   | 清水英次 | 2    | 11   | 2    | 1:38.2 | Grand Shingeki      |
| 26/12/1992 | 日本     | 阪神 | 草2000 | GIII | 短波電台盃三歲錦標 | 54   | 清水英次 | 1    | 12   | 1    | 2:05.8 | （Marukatsu Oja）   |
| 17/1/1993  | 日本     | 京都 | 草1600 | GIII | 新山紀念           | 56   | 清水英次 | 10   | 13   | 2    | 1:36.0 | Amber Lion          |
| 7/3/1993   | 日本     | 中山 | 草2000 | GII  | 彌生賞             | 55   | 武豐     | 9    | 11   | 2    | 2:00.4 | 勝利獎券            |
| 18/4/1993  | 日本     | 中山 | 草2000 | GI   | 皋月賞             | 57   | 武豐     | 14   | 18   | 1    | 2:00.2 | （琵琶晨光）        |
| 30/5/1993  | 日本     | 東京 | 草2400 | GI   | 東京優駿           | 57   | 武豐     | 1    | 18   | 3    | 2:25.8 | 勝利獎券            |
| 11/7/1993  | 日本     | 京都 | 草2000 | GII  | 高松宮盃           | 56   | 武豐     | 4    | 14   | 2    | 1:59.2 | Longchamp Boy       |
| 7/11/1993  | 日本     | 京都 | 草3000 | GI   | 菊花賞             | 57   | 武豐     | 18   | 18   | 17   | 3:14.1 | 琵琶晨光            |
| 20/2/1993  | 日本     | 東京 | 草2500 | GII  | 目黑紀念           | 58.5 | 武豐     | 7    | 13   | 1    | 2:34.0 | （Dancing Surpass） |
| 24/4/1993  | 日本     | 阪神 | 草3200 | GI   | 春季天皇賞         | 58   | 武豐     | 6    | 11   | 2    | 3:22.8 | 琵琶晨光            |
| 4/6/1994   | 日本     | 京都 | 草2200 | GI   | 寶塚紀念           | 57   | 山田泰誠 | 8    | 17   | 16   | 2:12.1 | Dantsu Seattle      |

## 退役後
退役後，成田大進成爲了配種馬，在1994年進行配種。首批子嗣於1995年出生。首批子嗣可於1997年出賽。
2003年由配種馬退役，被轉移至北海道門別町（今日高町）Basic Coaching School進行養老生活。
2020年4月13日因衰老以30歲高齡死亡。

## 血統簡介
父系Rivlia爲美國賽駒，生涯戰績優秀，曾勝出三項一級賽。祖父河人爲美國生產的法國賽駒，生涯戰績優秀，曾勝出法國二千堅尼及伊斯巴翰錦標。
母系Taishin Lily爲日本賽駒，生涯戰績不佳，僅勝出一場賽事。外祖父Ladiga爲美國賽駒，生涯戰績不俗，出賽八場勝出四場頭馬。

### 血統表
| 父線：Never Bend系（Nasrullah系）                  |                           |                |               |
| 種馬 Rivlia 1982年（棗色）                         | 河人 1969年（棗色）       | Never Bend     | Nasrullah     |
| 種馬 Rivlia 1982年（棗色）                         | 河人 1969年（棗色）       | Never Bend     | Lalun         |
| 種馬 Rivlia 1982年（棗色）                         | 河人 1969年（棗色）       | River Lady     | Prince John   |
| 種馬 Rivlia 1982年（棗色）                         | 河人 1969年（棗色）       | River Lady     | Nile Lily     |
| 種馬 Rivlia 1982年（棗色）                         | Dahlia 1970年（栗色）     | Vaguely Noble  | Vienna        |
| 種馬 Rivlia 1982年（棗色）                         | Dahlia 1970年（栗色）     | Vaguely Noble  | Noble Lassie  |
| 種馬 Rivlia 1982年（棗色）                         | Dahlia 1970年（栗色）     | Charming Alibi | Honey's Alibi |
| 種馬 Rivlia 1982年（棗色）                         | Dahlia 1970年（栗色）     | Charming Alibi | Adorada       |
| 繁殖雌馬 Taishin Lily 1981年（灰色）               | Ladiga 1969年（棗色）     | Graustark      | 里博          |
| 繁殖雌馬 Taishin Lily 1981年（灰色）               | Ladiga 1969年（棗色）     | Graustark      | Flower Bowl   |
| 繁殖雌馬 Taishin Lily 1981年（灰色）               | Ladiga 1969年（棗色）     | Celia          | Swaps         |
| 繁殖雌馬 Taishin Lily 1981年（灰色）               | Ladiga 1969年（棗色）     | Celia          | Pocahontas    |
| 繁殖雌馬 Taishin Lily 1981年（灰色）               | Interlaken 1966年（灰色） | Sammy Davis    | Whistler      |
| 繁殖雌馬 Taishin Lily 1981年（灰色）               | Interlaken 1966年（灰色） | Sammy Davis    | {{{mmfm}}}    |
| 繁殖雌馬 Taishin Lily 1981年（灰色）               | Interlaken 1966年（灰色） | Silver Fir     | Abernant      |
| 繁殖雌馬 Taishin Lily 1981年（灰色）               | Interlaken 1966年（灰色） | Silver Fir     | Moyo          |
| 雌系：Sweet Lavender系（號族：1-w）                |                           |                |               |
| 五代內近親交配：Roman 5×5、Alibhai 5×5、Nearco 5×5 |                           |                |               |

## 命名由來
名字中，Narita（ナリタ）是馬主山路秀則冠名，出自其所住的大阪府寢屋川市中的成田山大阪別院明王院，Taishin（タイシン）則繼承自母系Taishin Lily的名字，可轉寫为汉字「大進」。

## 外部連結
- 成田大進 netkeiba.com （页面存档备份，存于）
- 血統表 （页面存档备份，存于）